# Parafia św. Maksymiliana Marii Kolbego w Lesznie
Parafia św. Maksymiliana Marii Kolbego – rzymskokatolicka parafia w Lesznie (Gronowie) należąca do dekanatu leszczyńskiego.
Budowę kościoła parafialnego rozpoczęto 14 sierpnia 1989 r. od ustawienia krzyża. Parafia św. Maksymiliana Marii Kolbego została erygowana 1 stycznia 1991 roku. 20 października 1991 r. abp dr Jerzy Stroba dokonał wbudowania w świątynię kamienia węgielnego. 29 października 2000 r. nastąpiła konsekracja kościoła. Pierwszym i jedynym proboszczem kościoła św. Maksymiliana Marii Kolbego jest ksiądz kan. Mieczysław Jarczewski.